# خط طول 152° شرق
خط طول 152° شرق هو أحد خطوط الطول الجغرافية، والتي تمتد من القطب الشمالي الجغرافي إلى القطب الجنوبي الجغرافي، وحسب التحويل الزمني يتقدم خط طول 152° شرق عن خط غرينتش بـ10 ساعة و8 دقائق.

## من القطب إلى القطب
ينطلق خط طول 152° شرق من القطب الشمالي نحو القطب الجنوبي مرورا بالمناطق التي ترد في الجدول التالي:
| الإحداثيات                           | البلد أو الإقليم أو البحر | ملاحظات |
| ------------------------------------ | ------------------------- | --- |
| 90°0′N 152°0′E / 90.000°N 152.000°E  | المحيط المتجمد الشمالي    | |
| 76°53′N 152°0′E / 76.883°N 152.000°E | بحر سيبيريا الشرقي        | |
| 71°4′N 152°0′E / 71.067°N 152.000°E  | روسيا                     | ياقوتيا ماغادان أوبلاست — من 64°29′N 152°0′E / 64.483°N 152.000°E |
| 58°53′N 152°0′E / 58.883°N 152.000°E | بحر أوخوتسك               | |
| 46°58′N 152°0′E / 46.967°N 152.000°E | روسيا                     | ساخالين أوبلاست — جزيرة Simushir, جزر الكوريل |
| 46°53′N 152°0′E / 46.883°N 152.000°E | المحيط الهادئ             | |
| 7°25′N 152°0′E / 7.417°N 152.000°E   | ولايات ميكرونيسيا المتحدة | ولاية تشوك Islands |
| 7°13′N 152°0′E / 7.217°N 152.000°E   | المحيط الهادئ             | |
| 2°36′S 152°0′E / 2.600°S 152.000°E   | بابوا غينيا الجديدة       | Tabar islands |
| 2°58′S 152°0′E / 2.967°S 152.000°E   | المحيط الهادئ             | |
| 3°14′S 152°0′E / 3.233°S 152.000°E   | بابوا غينيا الجديدة       | جزيرة أيرلندا الجديدة |
| 3°26′S 152°0′E / 3.433°S 152.000°E   | بحر بيسمارك               | |
| 4°11′S 152°0′E / 4.183°S 152.000°E   | بابوا غينيا الجديدة       | جزيرة جزيرة نيو بريتين |
| 4°59′S 152°0′E / 4.983°S 152.000°E   | بحر سليمان                | |
| 5°12′S 152°0′E / 5.200°S 152.000°E   | بابوا غينيا الجديدة       | جزيرة جزيرة نيو بريتين |
| 5°28′S 152°0′E / 5.467°S 152.000°E   | بحر سليمان                | مرورا عبر the Marshall Bennett Islands, بابوا غينيا الجديدة (في 9°20′S 152°0′E / 9.333°S 152.000°E) · مرورا عبر the Louisiade Archipelago, بابوا غينيا الجديدة (في 10°45′S 152°0′E / 10.750°S 152.000°E) |
| 11°16′S 152°0′E / 11.267°S 152.000°E | بحر المرجان               | مرورا عبر أستراليا's جزر بحر المرجان |
| 24°25′S 152°0′E / 24.417°S 152.000°E | أستراليا                  | كوينزلاند نيوساوث ويلز — من 28°32′S 152°0′E / 28.533°S 152.000°E كوينزلاند — من 28°39′S 152°0′E / 28.650°S 152.000°E نيوساوث ويلز — من 28°54′S 152°0′E / 28.900°S 152.000°E                              |
| 32°48′S 152°0′E / 32.800°S 152.000°E | المحيط الهادئ             | |
| 60°0′S 152°0′E / 60.000°S 152.000°E  | المحيط الجنوبي            | |
| 68°29′S 152°0′E / 68.483°S 152.000°E | القارة القطبية الجنوبية   | الإقليم الأسترالي في القارة القطبية الجنوبية, المطالب الإقليمية بالقارة القطبية الجنوبية by أستراليا |